# Pazardjik (oblast)
Pour les articles homonymes, voir Pazardjik.
L'oblast de Pazardjik est l'un des 28 oblasti (« province », « région », « district ») de Bulgarie. Son chef-lieu est la ville de Pazardjik.

## Géographie

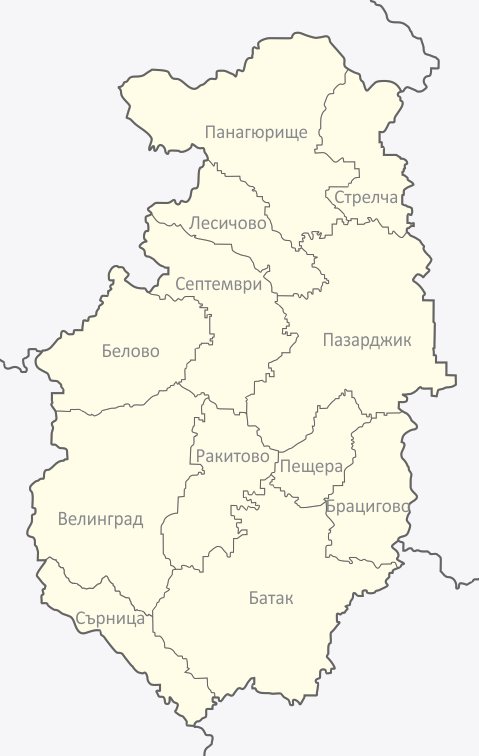
Carte des obchtini de l'oblast de Pazardjik

La superficie de l'oblast est de 4 459 km2.

## Démographie
La population de l'oblast était de 223 494 habitants en 2024, pour 48.7 % des hommes. Elle est en baisse continue depuis 2002, où elle s'élevait à 305 790 habitants, ce qui représente une baisse de 27 %. Cette baisse est un peu plus forte celle de la population nationale (-18 %), mais l'oblast reste le huitième plus peuplé du pays.

## Administration
L'oblast est administrée par un "administrateur régional" (en bulgare Областен управител) ·dont le rôle est plus ou moins comparable à celui d'un préfet de département en France. Le gouverneur actuel est Angel Petrov Tcholakov (en bulgare : Ангел Петров Чолаков).

## Subdivisions
L'oblast regroupe 11 municipalités (en bulgare, община – obchtina – au singulier, Общини – obchtini – au pluriel), au sein desquelles chaque ville et village conserve une personnalité propre, même si une intercommunalité semble avoir existé dès le milieu du XIXe siècle :
1. Batak (Батак) ·2. Belovo (Белово),
3. Bratsigovo (Брацигово) ·4. Lesitchovo (Лесичово),
5. Panagyurichté (Панагюрище) ·6. Pazardjik (Пазарджик),
7. Pechtera (Пещера) ·8. Rakitovo (Ракитово),
9. Septemvri (Септември) ·10. Streltcha (Стрелча),
11. Velingrad (Велинград).

## Liste détaillée des localités
Les noms de localités en caractères gras ont le statut de ville (en bulgare : град, translittéré en grad). Les autres localités ont le statut de village (en bulgare : село translittéré en selo).
Les noms de localités s'efforcent de suivre, dans la translittération en alphabet latin, la typographie utilisée par la nomenclature bulgare en alphabet cyrillique, notamment en ce qui concerne l'emploi des majuscules (certains noms de localités, visiblement formés à partir d'adjectifs et/ou de noms communs, ne prennent qu'une majuscule) ou encore les espaces et traits d'union (ces derniers étant rares sans être inusités). Chaque nom translittéré est suivi, entre parenthèses, du nom bulgare original en alphabet cyrillique.

### Batak (obchtina)
L'obchtina de Batak groupe une ville - Batak - et 2 villages :
Batak (Батак) ·
Fotinovo (Фотиново) ·
Nova makhala (Нова махала)

### Belovo (obchtina)
L'obchtina de Belovo groupe une ville - Belovo - et 7 villages :
Akandjiévo (Аканджиево) ·
Belovo (Белово) ·
Dabravite (Дъбравите) ·
Gabrovitsa (Габровица) ·
Golyamo Belovo (Голямо Белово) ·
Ménénkyovo (Мененкьово) ·
Momina klissoura (Момина клисура) ·
Séstrimo (Сестримо)

### Bratsigovo (obchtina)
L'obchtina de Bratsigovo groupe une ville - Bratsigovo - et 6 villages :
Bratsigovo (Брацигово) ·
Byaga (Бяга) ·
Isperikhovo (Исперихово) ·
Jrebitchko (Жребичко) ·
Kozarsko (Козарско) ·
Ravnogor (Равногор) ·
Rozovo (Розово)

### Lessitchovo (obchtina)
L'obchtina de Lessitchovo groupe 7 villages :
Borimétchkovo (Боримечково) ·
Chtarkovo (Щърково) ·
Dinkata (Динката) ·
Kalouguérovo (Калугерово) ·
Lessitchovo (Лесичово) ·
Pamidovo (Памидово) ·
Tsérovo (Церово)

### Panagyurichté (obchtina)
L'obchtina de Panagyurichté groupe une ville - Panagyurichté - et 9 villages :
Banya (Баня) ·
Bata (Бъта) ·
Elchitsa (Елшица) ·
Levski (Левски) ·
Oborichté (Оборище) ·
Panagyurichté (Панагюрище) ·
Panagyurski kolonii (Панагюрски колонии) ·
Poïbréné (Поибрене) ·
Popintsi (Попинци) ·
Srébrinovo (Сребриново)

### Pazardjik (obchtina)
L'obchtina de Pazardjik groupe une ville, Pazardjik, et 31 villages :
Aleko Konstantinovo (Алеко Константиново) ·
Apriltsi (Априлци) ·
Bratanitsa (Братаница) ·
Débrachtitsa (Дебръщица) ·
Dobrovnitsa (Добровница) ·
Dragor (Драгор) ·
Guéléménovo (Гелеменово) ·
Glavinitsa (Главиница) ·
Govédare (Говедаре) ·
Ivaïlo (Ивайло) ·
Khadjievo (Хаджиево) ·
Krali Marko (Крали Марко) ·
Lyakhovo (Ляхово) ·
Malo Konaré (Мало Конаре) ·
Miryantsi (Мирянци) ·
Mokrichté (Мокрище) ·
Ognyanovo (Огняново) ·
Ovtchépoltsi (Овчеполци) ·
Patalénitsa (Паталеница) ·
Pazardjik (Пазарджик) ·
Pichtigovo (Пищигово) ·
Rossen (Росен) ·
Saraya (Сарая) ·
Sbor (Сбор) ·
Sinitovo (Синитово) ·
Tchérnogorovo (Черногорово) ·
Topoli dol (Тополи дол) ·
Tsar Assen (Цар Асен) ·
Tsrancha (Црънча) ·
Vélitchkovo (Величково) ·
Yunatsité (Юнаците) ·
Zvanitchévo (Звъничево)

### Pechtera (obchtina)
L'obchtina de Pechtera groupe une ville, Pechtera, et 2 villages :
Kapitan Dimitriévo (Капитан Димитриево) ·
Pechtera (Пещера) ·
Radilovo (Радилово)

### Rakitovo (obchtina)
L'obchtina de Rakitovo groupe deux villes – Rakitovo et Kostandovo, et 1 village :
Dorkovo (Дорково) ·
Kostandovo (Костандово) ·
Rakitovo (Ракитово)

### Sarnitsa (obchtina)
L'obchtina de Streltcha groupe une ville, Sarnitsa, et 2 villages :
Médéni Polyani (Медени поляни) ·
Pobit Kamak (Побит камък) ·
Sarnitsa (Стрелча) ·

### Septemvri (obchtina)
L'obchtina de Septemvri groupe deux villes – Septemvri et Vetren –, et 13 villages :
Bochoulya (Бошуля) ·
Dolno Varchilo (Долно Вършило) ·
Gorno Varchilo (Горно Вършило) ·
Karabounar (Карабунар) ·
Kovatchevo (Ковачево) ·
Lozen (Лозен) ·
Semtchinovo (Семчиново) ·
Septemvri (Септември) ·
Simeonovets (Симеоновец) ·
Slavovitsa (Славовица) ·
Varvara (Варвара) ·
Vetren (Ветрен) ·
Vetren dol (Ветрен дол) ·
Vinogradets (Виноградец) ·
Zlokoutchéné (Злокучене)

### Streltcha (obchtina)
L'obchtina de Streltcha groupe une ville, Streltcha, et 4 villages :
Blatnitsa (Блатница) ·
Dyulévo (Дюлево) ·
Smilets (Смилец) ·
Streltcha (Стрелча) ·
Svoboda (Свобода)

### Velingrad (obchtina)
L'obchtina de Velingrad groupe deux villes – Velingrad et Sarnitsa –, et 22 villages :
Ablanitsa (Абланица) ·
Aléndarova (Алендарова) ·
Birkova (Биркова) ·
Boziova (Бозьова) ·
Boutréva (Бутрева) ·
Dolna Dabéva (Долна Дъбева) ·
Draginovo (Драгиново) ·
Gorna Birkova (Горна Биркова) ·
Gorna Dabéva (Горна Дъбева) ·
Grachévo (Грашево) ·
Kandovi (Кандови) ·
Krastava (Кръстава) ·
Pachovi (Пашови) ·
Rokhléva (Рохлева) ·
Svéta Pétka (Света Петка) ·
Tcholakova (Чолакова) ·
Tsvétino (Цветино) ·
Velingrad (Велинград) ·
Vranéntsi (Враненци) ·
Vsémirtsi (Всемирци) ·
Yundola (Юндола)